# Pseudochazara lehana
Pseudochazara lehana är en fjärilsart som beskrevs av Moore 1878. Pseudochazara lehana ingår i släktet Pseudochazara och familjen praktfjärilar. Inga underarter finns listade i Catalogue of Life.